# Mycale repens
Mycale repens är en svampdjursart som först beskrevs av Thomas Whitelegge 1907.  Mycale repens ingår i släktet Mycale och familjen Mycalidae. Inga underarter finns listade i Catalogue of Life.